# Звіробій шорсткий
{{#ifeq:0|0|{{#if:|{{#if:Hypericumhirsutum|[[]}}|}}}}
Звіробій шорсткий (Hypericum hirsutum) — вид трав'янистих рослин з родини звіробійних (Hypericaceae), поширений у Європі, Алжирі, західній Азії до північно-західного Китаю й північного Ірану.

## Опис
Багаторічна трав'яниста рослина 50–100 см заввишки, часто з багатьма стеблами. Стебло мало розгалужене, циліндричне, верхня частина розгалужена, основа деревна. Стебло і листки вкриті густими волосками. Листки коротко черешчаті, довгасто-яйцеподібні або еліптичні, 1.7–5 см завдовжки, з розсіяними чорними точковими залозками. Суцвіття — широка, щільна, багато-розгалужена китиця. Пелюсток і чашолистків 5; тичинок багато. Пелюстки золотисто-жовті, 8–10 мм завдовжки. Плід — 3-частинна коробочка. Насіння коричневе, ≈ 1 мм.

## Поширення
Поширений у Європі, Алжирі, західній Азії до пн.-зх. Китаю й пн. Ірану.
В Україні вид зростає в лісах, чагарниках — у Закарпатті, Прикарпатті, Лісостепу, зазвичай; в північній частині Степу і Криму в передгір'ях (в букових лісах), рідко.

## Галерея

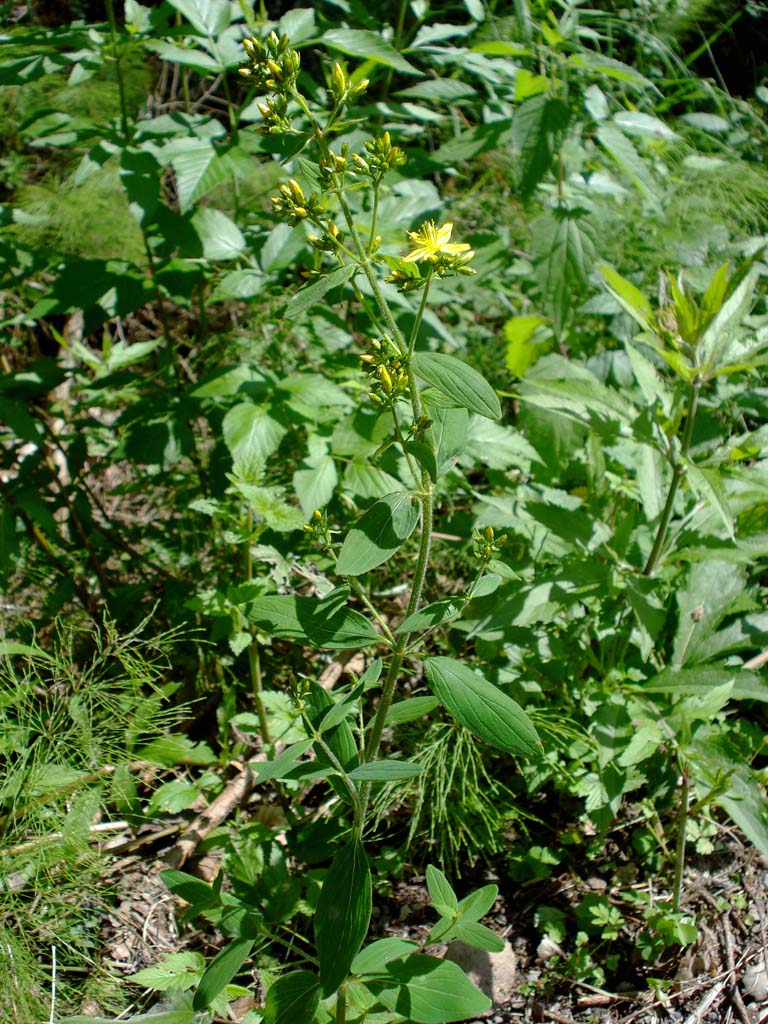
рослина
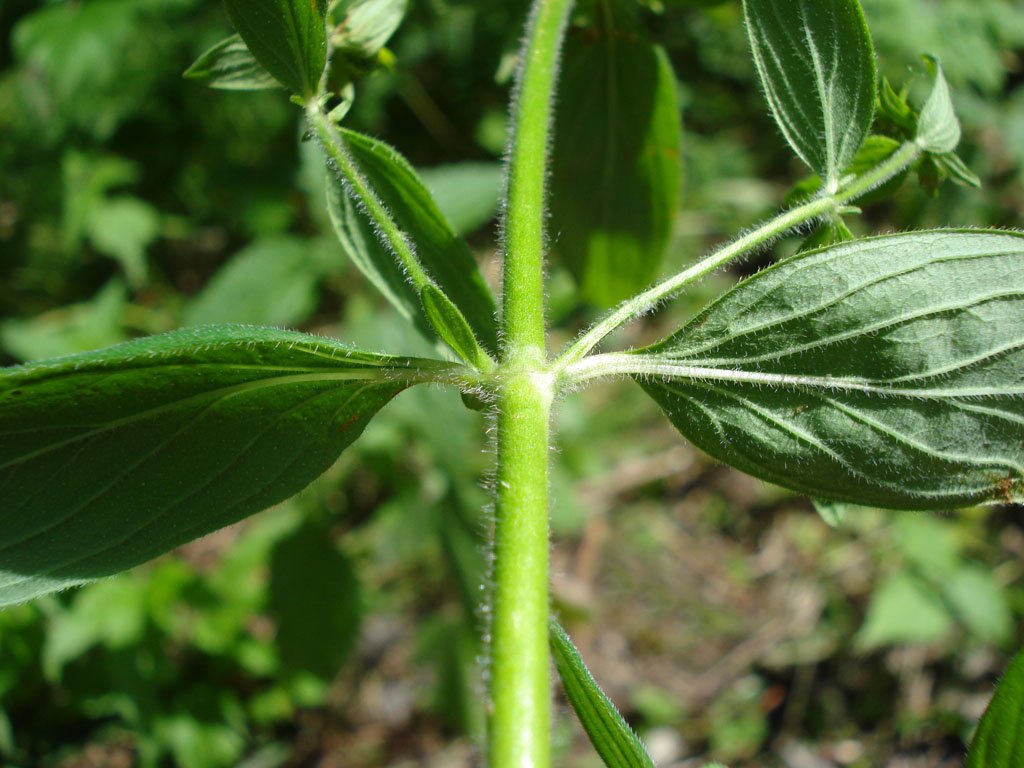
стебло та листки
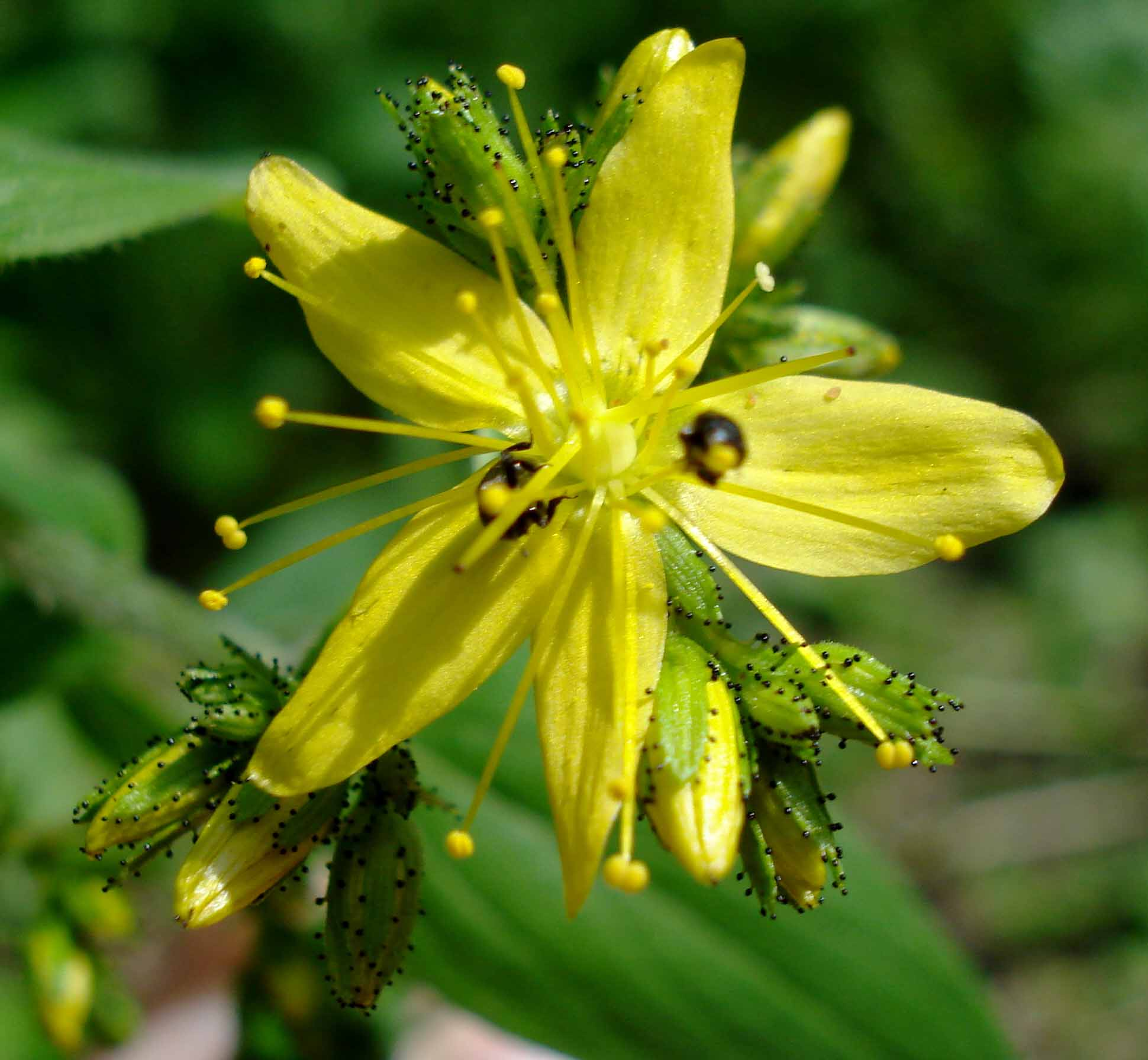
квітка
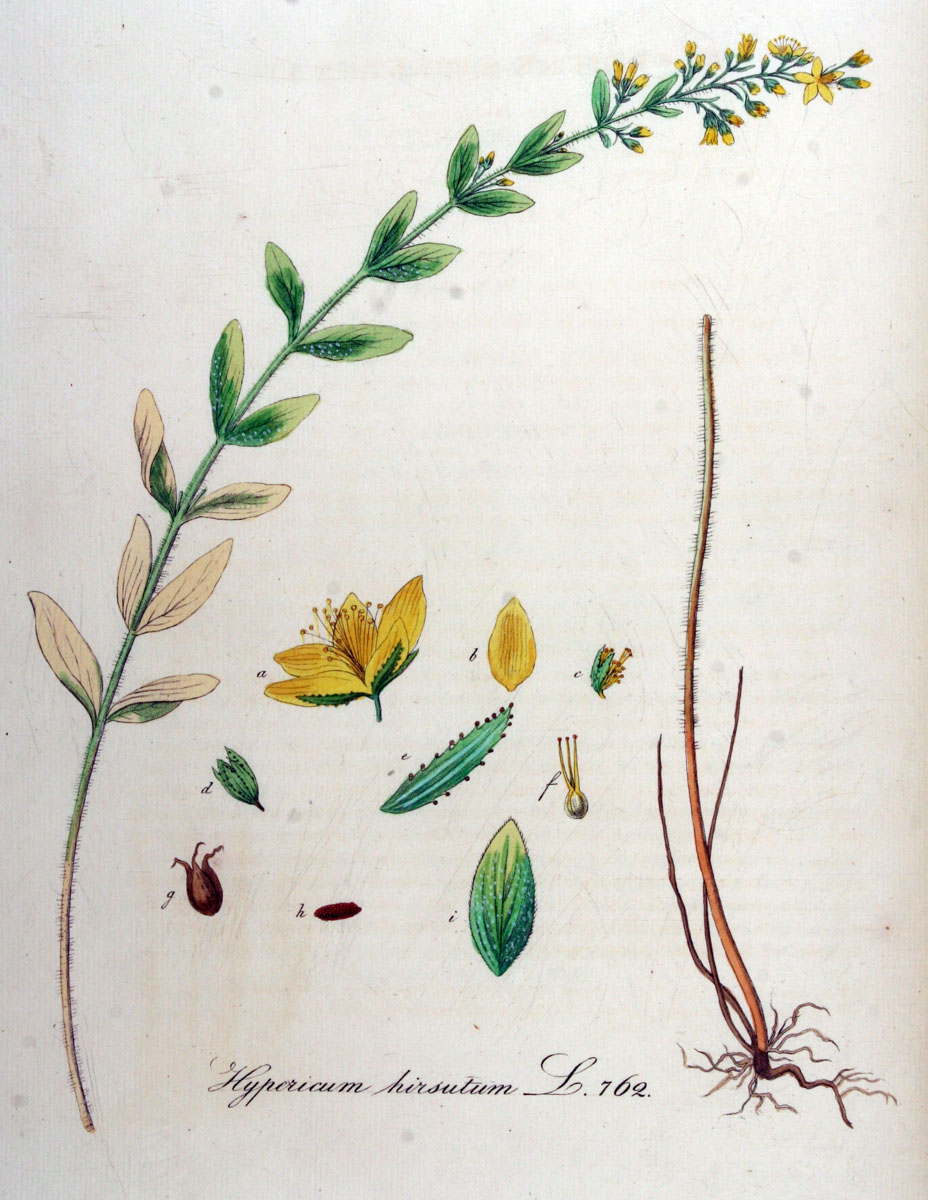
ілюстрація